# Рангоне, Ландольфо
Ландольфо Рангоне (итал. Landolfo Rangone, также Landolfo или Landulphi; 4 августа 1119) — католический церковный деятель XII века, архиепископ Беневенто (1108—1119). 

## Биография
Происхождение не установлено, вероятно, являлся выходцем из знатной лангобардской семьи Модены.
На консистории 1088 года провозглашен был кардиналом-священником с титулом церкви Сан-Лоренцо-ин-Лучина. 8 ноября 1108 года стал архиепископом Беневенто.
В октябре 1114 года был лишён своей кафедры папой Пасхалием II на соборе в Чепрано, но в августе 1116 года восстановлен в должности, после чего занялся реформированием церкви  в Беневенто. В мае 1119 года торжественно эксгумировал, освятил и выставил на всеобщее обозрение мощи местночтимых святых, включая Марчиано, Доро, Потито, Просперо, Феличе, Черволо и Стефано, которым поклонились многие местные жители и паломники, что описал в своей летописи городской нотариус и хронист Фалько из Беневенто.
Умер 4 августа 1119 года, вероятно, в Беневенто, где и был похоронен.